# Homberg (Ohm)
Homberg település Németországban, Hessen tartományban. Lakosainak száma 7485 fő (2023. december 31.).

## Népesség
A település népességének változása:
| Lakosok száma | 7424 | 7400 | 7472 | 7521 | 7485 |
|               | 2017 | 2019 | 2021 | 2022 | 2023 |